# 盤邱站
盤邱站（：／ Bangu yeok */?）曾为韩国铁路庆北线上的一个车站，位于庆尚北道榮州市長壽面盤邱里，目前已废止。

## 历史
- 1966年6月1日，落成使用[1]。
- 2001年7月1日，停止使用。